# Walter Schelcher
Walter Friedrich Ernst Schelcher (* 31. Juli 1851 in Oschatz; † 3. März 1939 in Dresden) war ein deutscher Jurist und Wirklicher Geheimer Rat.

## Leben und Wirken
Schelcher stammte aus einer alten Juristenfamilie. Er wurde als Sohn eines Gerichtsdirektors und Rechtsanwalts geboren und ging von 1864 bis 1865 auf die Kreuzschule und dann bis 1870 auf das Vitzthumsche Gymnasium. Im Anschluss studierte er Rechts- und Staatswissenschaften anfangs in Leipzig und nach seiner Rückkehr aus dem Deutsch-Französischen Krieg 1871 in Heidelberg und Leipzig. Im Krieg hatte er als Freiwilliger beim Leibgrenadierregiment 100 in Nordfrankreich gekämpft und an der Belagerung von Paris teilgenommen. Während seines Studiums wurde er 1871 Mitglied der Burschenschaft Frankonia Heidelberg. Er machte seine Examina 1875 und 1877. 1877 wurde er zum Dr. jur. promoviert.
Schelcher trat in den sächsischen Staatsdienst ein. 1880 war er als Finanzassessor, 1877 als Finanzrat und ab 1881 als Kommissar für den Staatseisenbahnbau tätig. Später wurde er Vorstand der Bahnhauptverwaltung, 1897 wechselte er als Hilfsarbeiter mit dem Titel eines Oberregierungsrates ins Innenministerium. Dort wurde er 1898 Vortragender Rat und erhielt den Titel und Rang als Geheimer Regierungsrat. 1899 wurde er Geheimer Oberregierungsrat. 1903 übernahm er als Vorstand die neu gebildete Abteilung III B des Innenministeriums. 1904 folgte die Beförderung zum Ministerialdirektor mit Rang und Titel als Geheimer Rat. Vom 1. Juni 1904 bis zum 1. Oktober 1918 war er Abteilungsleiter der 1. Ministerialabteilung im Königlich Sächsischen Ministerium des Innern.
Ab 1904 war er als Mitglied und später als Stellvertretender Vorsitzender des Prüfungsamtes für den Höheren Schuldienst tätig. 1909 wurde er Mitglied des Kompetenzgerichtshofes des Königreichs Sachsen. 1911 wurde er Präsident des Landesversicherungsamtes. 1917 wurde er Wirklicher Geheimer Rat mit dem Prädikat Exzellenz. 1918 ging er in den Ruhestand. 
Von 1900 bis 1936 gab er Fischers Zeitschrift für Verwaltungsrecht in Sachsen heraus. Er erläuterte u. a. das Wassergesetz für das Königreich Sachsen vom 12. März 1909 mit den zugehörigen Bestimmungen. 1928 publizierte er die Schrift Zur Reform der Reichsverfassung.
Sein Sohn Herbert Schelcher, Oberverwaltungsgerichtspräsident in Dresden, übernahm ab 1937 die Herausgeberschaft von Fischers Zeitschrift für Verwaltungsrecht. Weitere Söhne waren der Eisenbahningenieur Gerhard Schelcher und der Architekt Arnulf Schelcher.

## Ehrungen
- 1895: Zivildienstorden, Ritterkreuz 1. Klasse
- 1897: Herzoglich Sachsen-Ernestinischer Hausorden, Komturkreuz I. Klasse
- 1903: Albrechts-Orden, Kommandeurkreuz 2. Klasse
- 1908: Österreichischer Franz-Joseph-Orden, Großkreuz
- 1913: Preußischer Kronenorden, 2. Klasse mit Stern